# Mark Field
Mark Field (Hannover, 6 ottobre 1964) è un politico britannico, parlamentare inglese del Partito Conservatore, deputato alla Camera dei Comuni per il collegio uninominale londinese di Cities of London and Westminster dal 2001 al 2019.

## Biografia
Nato in Germania Ovest dove suo padre era ufficiale dell'esercito di stanza, fu eletto per la prima volta nel 2001 nel collegio tradizionalmente di destra che copre il centro di Londra tra Westminster e la City.